# Kosatka
M/Y Kosatka, tidigare Graceful, är en superyacht tillverkad av Sevmasj i Ryssland och Blohm + Voss i Tyskland. Hon sjösattes 2013 och slutfördes året därpå. År 2022 pekade USA:s finansdepartement ut Rysslands president Vladimir Putin om att ha intressen i superyachten och att den hade lagts på finansdepartementets sanktionslista mot Ryssland. I augusti 2023 rapporterade nyhetsmedia om att Kosatka hade genomgått en ombyggnad värt 31 miljoner amerikanska dollar trots sanktioner.
Kosatka designades både exteriört och interiört av H2 Yacht Design. Den är 81,5 meter lång och har kapacitet att ha tolv passagerare fördelat på sex hytter. Superyachten har också plats för 25 besättningsmän.